# Vera Chiluba Tembo
Vera Chiluba Tembo ist Politikerin in Sambia und war bis 2001 Ehefrau des Präsidenten von Sambia, Frederick Chiluba, mithin Sambias First Lady während dessen Amtszeit.

## Politik
Vera Chiluba Tembo sitzt der Hope-Foundation vor, die Betten, Medizin, Essen, Kleidung verteilt, der aber nicht nur unterstellt wird, ein Instrument von MMD-Kampagnen zu sein, sondern auch mit Drogen zu handeln.
Vera Chiluba Tembo ist Vorsitzende der Frauvereinigung des Movement for Multiparty Democracy. Sie errang bei den Wahlen in Sambia 2006 das Mandat des Wahlkreises Kasenengwa in der Nationalversammlung. Im Oktober 2006 wurde sie zum Stellvertretenden Minister für Tourismus, Umwelt und Naturschutz ernannt. Ihre Zuständigkeit beschränkt sich auf Umwelt.

## Privatleben
Vera Chiluba Tembo hat mit Frederick Chiluba neun Kinder, darunter einen Sohn, Castro Chiluba, der wegen Drogen im Gefängnis saß. Scheidungsgrund war eine Affäre von Vera Chiluba mit dem prominenten sambischen Geschäftsmann indischer Abstammung, Mactribouy Archie. Frederick Chiluba forderte sie daraufhin auf, innerhalb von 48 Stunden seinen Präsidentensitz zu verlassen. Sambia hatte seinen ersten echten Skandal seit der Unabhängigkeit. Nach ihrer Scheidung hat sich Vera Chiluba standhaft geweigert, ihren Diplomatenpass zurückzugeben, der ihr nur als Ehefrau des Präsidenten zustand. Die Geldforderung an ihren Mann nach der Scheidung in Höhe von 2,5 Mrd. US-Dollar gilt als legendär, immerhin sind das zwei Drittel des Bruttoinlandsproduktes eines Jahres von Sambia. Die konkreten inländischen Werte waren überschaubarer: sechs Häuser und ein Landgut mit über 400 Rindern, Schafen und Ziegen.